# Budimir Metalnikov
Budimir Metalnikov (russisk: Будимир Алексеевич Мета́льников) (født 27. september 1925 i Moskva i Sovjetunionen, død 1. september 2001 i Moskva i Rusland) var en sovjetisk filminstruktør og manuskriptforfatter.

## Biografi
Budimir Metalnikovs far arbejdede som chefingeniør ved minevirksomheden Apatit, da faren under Den store udrensning blev arresteret i 1937. Budimirs mor blev kort efter ligeledes arresteret. Den 12-årige Budimir og hans 3-årige søster Marina blev bragt til NKVDs modtagecenter for børn af folkets fjender beliggende i Danilov-klosteret. Børnene blev derefter adskilt og anbragt på forskellige børnehjem; Metalnikov fandt aldrig sin søster igen.
Han gjorde tjeneste i Den Røde Hær under anden verdenskrig, hvor han blev hårdt såret. Han blev hjemsendt som krigsinvalid i 1944. Kort efter hjemsendelsen begyndte han at læse til manuskriptforfatter på filminstituttet VGIK. Han tog eksamen i 1954 og begyndte herefter at arbejde i den sovjetiske filmindustri.
Hans første succes kom med filmen Ottjij dom (da.: Fars Hus) fra 1959 instrueret af Lev Kulidzjanov. Filmen solgte 25,2 millioner billetter ved udgivelsen og deltog i konkurrencen om Guldpalmen ved Filmfestivalen i Cannes. Han skrev tillige manus til Aljosjkina ljubov (da.: Aljosjas kærlighed) og den succesfulde Prostaja istorija (da.: En simpel historie) instrueret af Jurij Jegorov, der solgte 46,8 millioner billetter. I filmen medvirkede en række af Sovjetunionens populære skuespillere, som Nonna Mordjukova, Mikhail Uljanov og Vasilij Sjuksjin.
Han debuterede som instruktør med filmen Zavtrasjnie zaboty (da.: Morgendagens bekymringer) i 1962.
I 1969 blev udgivet den biografiske film Tjaikovskys liv og musik instrueret af Igor Talankin, hvor Budimir Metalnikov havde skrevet manus sammen med Jurij Nagibin om den rusisske komponist Pjotr Ilitj Tjajkovskij (spillet af Innokentij Smoktunovskij). Filmen blev i 1972 nomineret til to Oscars: Oscar for bedste fremmedsprogede film og Oscar for bedste musik. Filmen blev tillige nomineret til en Golden Globe Award for bedste fremmedsprogede film.
Mellem 1955 og 2001 skrev Metalnikov manuskripter til 20 sovjetiske og russiske film, herunder tre film instrueret af ham selv. Han arbejdede også som underviser på filmskoler. Han specialiserede sig hovedsageligt i sociale dramaer og især landsbydramaer, herunder med konflikt mellem landdistrikter og byfolk som et gennemgående tema i mange af hans film. Blandt andre temaer, han udforskede, var science fiction. I 1973 instruerede han efter eget manus Moltjanije doktora Ivensa (da.: Dr. Evans tavshed), et drama om en kontakt mellem mennesker og et avanceret fremmed samfund med Sergej Bondartjuk i hovedrollen som Dr. Martin Evans.
Budimir Metalnikov døde den 1 september 2001.

## Filmografi i udvalg
| 1959 | Ottjij dom                | Fars Hus               |            | Green tick |
| 1960 | Aljosjkina ljubov         | Aljosjas kærlighed     |            | Green tick |
| 1960 | Prostaja istorija         | En simpel historie     |            | Green tick |
| 1966 | Zjensjjiny                | Kvinder                |            | Green tick |
| 1967 | Dom i khozjain            | Hjemmet og ejeren      | Green tick | Green tick |
| 1969 | Tjaikovskys liv og musik  |                        |            | Green tick |
| 1973 | Moltjanije doktora Ivensa | Dr. Evans tavshed      | Green tick | Green tick |
| 1981 | Trizjdy o ljubvi          | Tre gange om kærlighed |            | Green tick |
| 1986 | Berega v tumane           | Kyster i tågen         |            | Green tick |
| 1987 | Konets Vetjnosti          | Enden på evigheden     |            | Green tick |

## Literatur
Budimir Metalnikov (2006). I Will Tell You ... Memoirs. — Moscow: Russkiy impuls, 464 pages. ISBN 5-902525-10-1